# ジグソーパズル (ソニンの曲)
「ジグソーパズル」は、ソニンの6枚目のシングル。

## 解説
- 表題曲「ジグソーパズル」の作詞・作曲は元モーニング娘。の福田明日香が和田薫に紹介した同じ事務所のTHETA（シータ）。曲中のアコースティックギターはソニンが演奏している[2]。
- カップリングには尾崎豊の代表曲『I LOVE YOU』の朝鮮語版が収録されている。この楽曲は韓国でも有名で、韓国のグループ「POSITION（ポジション）」が朝鮮語でカヴァーしたものをソニンがさらにカヴァーしている。

## 収録曲
1. ジグソーパズル
作詞・作曲：THETA、編曲：高橋諭一
2. I LOVE YOU
作詞・作曲：尾崎豊、訳詞：李承稿、編曲：野村義男
3. ジグソーパズル (Instrumental)